# Juxtacalolampra marginata
Juxtacalolampra marginata är en kackerlacksart som först beskrevs av Brunner von Wattenwyl 1893.  Juxtacalolampra marginata ingår i släktet Juxtacalolampra och familjen jättekackerlackor. Inga underarter finns listade i Catalogue of Life.